# Gourbera
Gourbera (okzitanisch: Gorberar) ist eine französische Gemeinde mit 364 Einwohnern (Stand: 1. Januar 2022) im Département Landes in der Region Nouvelle-Aquitaine. Sie gehört zum Arrondissement Dax und zum Kanton Dax-1. Die Einwohner werden Gourberasiens genannt.

## Geografie
Die Gemeinde Gourbera liegt in der Landschaft Marensin im Süden der Landes de Gascogne, dem größten Waldgebiet Frankreichs, elf Kilometer nördlich von Dax. Umgeben wird Gourbera von den Nachbargemeinden Taller im Norden, Laluque im Nordosten, Pontonx-sur-l’Adour im Osten (Berührungspunkt), Saint-Vincent-de-Paul im Osten und Südosten, Saint-Paul-lès-Dax im Süden, Herm im Westen sowie Castets im Nordwesten.

## Geschichte
1985 wurden in Gourbera Reste römischer Keramik mit 620 Bronzestücken aus dem 4. Jahrhundert entdeckt. 

## Bevölkerungsentwicklung
| Jahr                       | 1962 | 1968 | 1975 | 1982 | 1990 | 1999 | 2010 | 2021 |
| -------------------------- | ---- | ---- | ---- | ---- | ---- | ---- | ---- | ---- |
| Einwohner                  | 198  | 179  | 197  | 215  | 243  | 256  | 356  | 359  |
| Quellen: Cassini und INSEE |      |      |      |      |      |      |      |      |

## Sehenswürdigkeiten

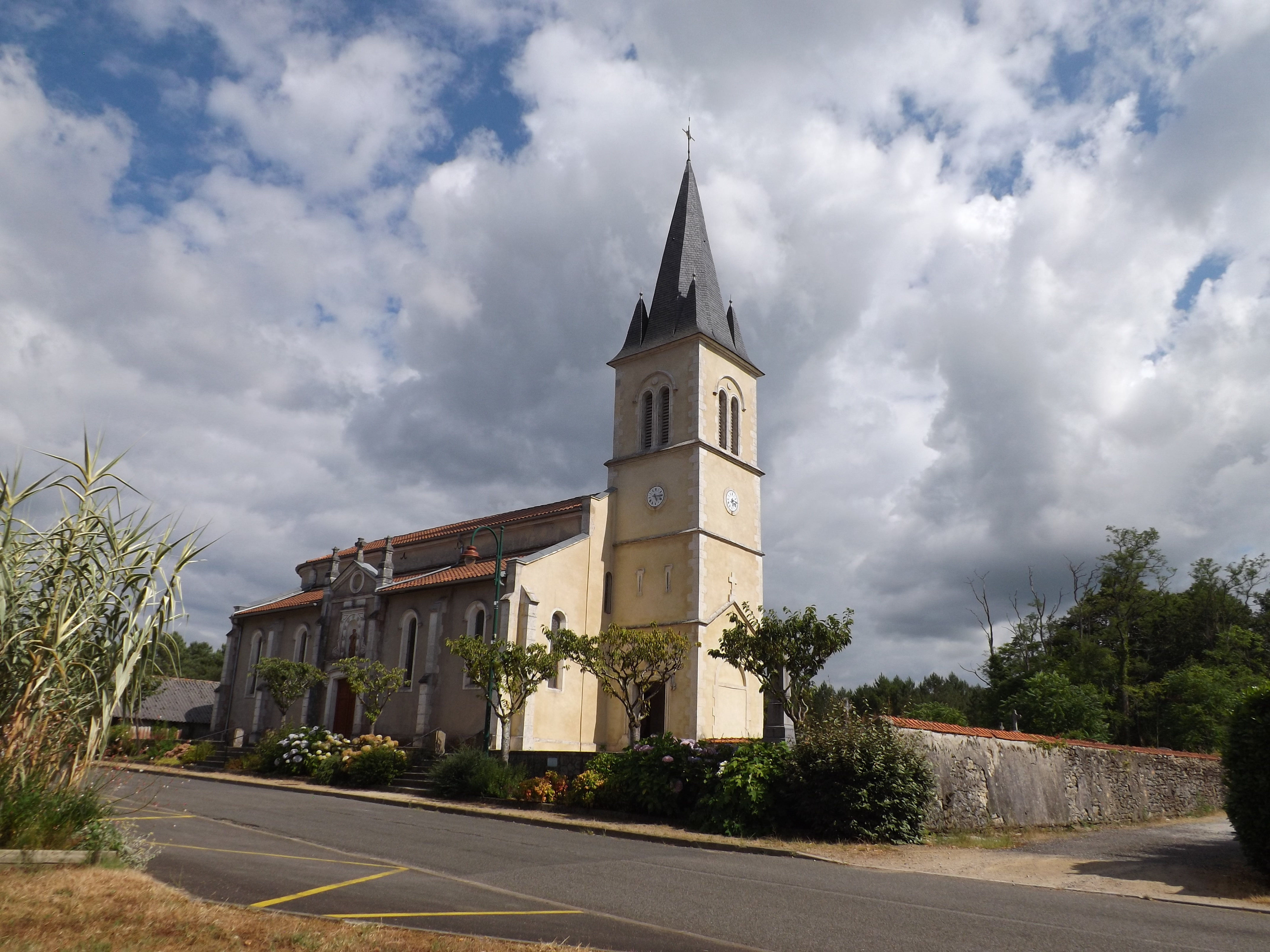
Kirche Saint-André

- Kirche Saint-André